# ميناء ملبورن
ميناء ملبورن هو أكبر ميناء للحاويات والبضائع العامة في أستراليا. يقع في مدينة ملبورن بولاية فيكتوريا.
تتم إدارة الميناء من قبل شركة موانئ دبي العالمية المملوكة لدولة الإمارات العربية المتحدة